# Station Araskabu
Araskabu is een spoorwegstation in Tumpatan Nibung, Batang Kuis, Deli Serdang in de Indonesische provincie Noord-Sumatra.

## Treinen
- Lancang Kuning: naar Station Medan en Station Tanjung Balai
- Putri Deli: naar Station Medan en Station Tanjung Balai
- Siantar Ekspres: naar Station Medan en Station Siantar